# White Oak (Texas)
White Oak è un centro abitato degli Stati Uniti d'America situato nella contea di Gregg dello Stato del Texas.
La popolazione era di 6.469 persone al censimento del 2010.

## Geografia fisica
White Oak è situata a 32°31′56″N 94°51′27″W (32.532349, -94.857638).
Secondo lo United States Census Bureau, ha un'area totale di 9,1 miglia quadrate (24 km²), di cui 0,1 miglia quadrate (0,26 km²), o 0,55%, d'acqua.

## Società

### Evoluzione demografica
Secondo il censimento del 2000, c'erano 5.624 persone, 2.004 nuclei familiari e 1.595 famiglie residenti nella città. La densità di popolazione era di 618,9 persone per miglio quadrato (238,9/km²). C'erano 2.118 unità abitative a una densità media di 233,1 per miglio quadrato (90,0/km²). La composizione etnica della città era formata dal 94,58% di bianchi, l'1,94% di afroamericani, l'1,00% di nativi americani, lo 0,09% di asiatici, lo 0,02% di isolani del Pacifico, l'1,03% di altre razze, e l'1,35% di due o più etnie. Ispanici o latinos di qualunque razza erano il 3,20% della popolazione.
C'erano 2.004 nuclei familiari di cui il 44,6% aveva figli di età inferiore ai 18 anni, il 64,7% erano coppie sposate conviventi, l'11,0% aveva un capofamiglia femmina senza marito, e il 20,4% erano non-famiglie. Il 17,5% di tutti i nuclei familiari erano individuali e il 7,2% aveva componenti con un'età di 65 anni o più che vivevano da soli. Il numero di componenti medio di un nucleo familiare era di 2,81 e quello di una famiglia era di 3,17.
La popolazione era composta dal 31,0% di persone sotto i 18 anni, il 7,8% di persone dai 18 ai 24 anni, il 30,1% di persone dai 25 ai 44 anni, il 21,6% di persone dai 45 ai 64 anni, e il 9,6% di persone di 65 anni o più. L'età media era di 34 anni. Per ogni 100 femmine c'erano 94,1 maschi. Per ogni 100 femmine dai 18 anni in giù, c'erano 90,1 maschi.
Il reddito medio di un nucleo familiare era di 43.802 dollari, e quello di una famiglia era di 50.781 dollari. I maschi avevano un reddito medio di 44.063 dollari contro i 2.530 dollari delle femmine. Il reddito pro capite era di 17.486 dollari. Circa il 9,9% delle famiglie e l'11,4% della popolazione erano sotto la soglia di povertà, incluso il 12,4% di persone sotto i 18 anni e il 14,0% di persone di 65 anni o più.